# Perșotravneve, Odesa
Perșotravneve (în ucraineană Першотравневе) este localitatea de reședință a comuna Vîzîrka din raionul Odesa, regiunea Odesa, Ucraina, formată din satele Kinne, Mișceanka, Nova Vilșanka, Perșotravneve (reședința), Port, Stepanivka și Zorea Truda.

## Demografie
Componența lingvistică a comunei Perșotravneve
     Ucraineană (88,93%)
     Rusă (9,91%)
     Alte limbi (0,81%)
Conform recensământului din 2001, majoritatea populației comunei Perșotravneve era vorbitoare de ucraineană (88,93%), existând în minoritate și vorbitori de rusă (9,91%).